# Philips :YES
Il Philips :YES era un home computer/personal computer venduto da Philips nel 1985. Non era compatibile al 100% con il PC IBM, una ragione per il suo fallimento commerciale. Il sistema fu venduto solo in quantità limitate e oggi sembra particolarmente raro.

## Specifiche tecniche
- Microprocessore: Intel 80186 @ 8 MHz
- ROM: 192 kB
- RAM: da 128 a 640 kB
- Tastiera: meccanica con 93 tasti. 60 tasti alfanumerici, 13 tasti funzione più 5 tasti di editing, 18 tasti del tastierino numerico (con i tasti delle direzioni nella zona superiore).
- Sistema operativo: DOS Plus, MS-DOS, Concurrent DOS
- Memorizzazione
  - due floppy disk drive da 3½, 720 kB ognuno (opzionale un drive esterno da 5¼)
  - Opzionale un hard disk incorporato da 20 Mb SASI (Shugart Associates Systems Interface) Rhodin 650 o 652.
- Modalità video:
  - Testo: 80 colonne × 25 righe
  - Grafica 1: 640 × 250 pixel (monocromatico)
  - Grafica 2: 320 × 250 pixel (4 colori)